# Рівняння Матьє
Рівняння Матьє —  звичайне диференціальне рівняння другого порядку загального вигляду:
{\displaystyle {\frac {d^{2}y}{dx^{2}}}+[a-2q\cos(2x)]y=0.}
де {\displaystyle a} та {\displaystyle q} — параметри. Розв'язки рівняння Матьє називаються функціями Матьє. Рівняння назване на честь французького математика Еміля Леонара Матьє, який визначив його у 1868 році. Рівняння Матьє часто зустрічаються в фізиці. Зокрема, вони виникають при розв'язку задачі про параметричний резонанс, квантовий рух електронів у періодичному полі кристала (Теорема Блоха) тощо. 
Загалом функції Матьє аперіодичні. Періодичні розв'язки існують тільки при дискретних значеннях параметрів.

## Зовнішні посилання
- Hazewinkel, Michiel, ред. (2001), functions Mathieu functions, Математична енциклопедія, Springer, ISBN 978-1-55608-010-4
- Timothy Jones, Mathieu's Equations and the Ideal rf-Paul Trap (2006)
- Weisstein, Eric W. Mathieu function(англ.) на сайті Wolfram MathWorld.
- Mathieu equation, EqWorld
- List of equations and identities for Mathieu Functions functions.wolfram.com
- NIST Digital Library of Mathematical Functions: Mathieu Functions and Hill's Equation